# 小河子河
小河子河，也称多伦河，位于中华人民共和国内蒙古自治区锡林郭勒盟多伦县境内，是滦河右岸支流。发源于多伦县西南大北沟镇白石头沟村以东的水泉沟山北麓，蜿蜒向东北流，流经多伦县西南部地区和县城多伦诺尔镇，最后于盆窑村河槽子汇入滦河。河长71.7千米，流域面积1295.02平方千米。